# Iglesia Presbiteriana Central de Corea
La Iglesia Presbiteriana Central de Corea (KCPC; en coreano: 와싱톤중앙장로교회) es una iglesia cristiana en Centreville, Virginia, situada en Washington D. C. en los Estados Unidos. La iglesia es una congregación miembro de la Iglesia Presbiteriana en los Estados Unidos.

## Declaración de misión
La misión de la Iglesia Presbiteriana Central de Corea es "Entrenar a los santos para transformar el mundo" (Efesios 4:12).

## Descripción general
El pastor principal es Eung-yul David Ryoo, quien trabaja con otros veinte pastores asistentes. La iglesia actualmente cuenta con un promedio de asistencia de 4.600 personas por semana. Además del campus principal, la iglesia tiene un campus en Arlington para la comunidad de DC y sus áreas circundantes. De una muestra de más de 50.000 iglesias en los Estados Unidos, la Iglesia Presbiteriana Central Coreana fue seleccionada por el Grupo Rainer para ser una de las 13 iglesias "destacadas".

## Historia
La Iglesia Presbiteriana Central Coreana fue fundada el 4 de noviembre de 1973 por el reverendo Myung Ho Yoon y 20 familias coreano-americanas. El primer servicio fue en su residencia, 313 Park Street, NE Vienna, Virginia. El reverendo Won Sang Lee lo sucedió como pastor principal en 1977, ocupando esta posición  durante los siguientes 26 años. Durante este tiempo, la congregación creció hasta tener más de 3.700 miembros en 2003. La congregación de habla inglesa (Ministerio Inglés de la Iglesia Presbiteriana Central Coreana) comenzó a principios de la década de 1990 pare los miembros de la iglesia nacidos o criados en los Estados Unidos. Para dar cabida al creciente tamaño de la congregación la iglesia se trasladó desde su campus anterior de 12 acres en Viena a uno nuevo de 80 acres en Centreville el 11 de julio de 2010.
El reverendo Danny C. Ro se convirtió en el tercer pastor principal de la iglesia en octubre de 2003, pero renunció el 1 de julio de 2012, luego convirtiéndose en el pastor principal de la Iglesia Comunitaria Sarang del Sur de California. En 2013 el reverendo Eung-yul David Ryoo fue nombrado el cuarto pastor de la iglesia. 
La congregación de habla inglesa de la iglesia, tras unirse al Presbiterio Capital Coreano, cambió su nombre a Iglesia Presbiteriana Central de Cristo (CCPC, por sus siglas en inglés). En reconocimiento a la distinción de la CCPC como iglesia organizada, en 2019 la Iglesia Presbiteriana Central Coreana empezó a ofrecer un servicio de misa a las 10 a. m. para su congregación de habla inglesa. En 2020 se organizó un Comité de Apoyo a la Congregación Inglesa (ECSC en inglés) para lograr la visión de una Iglesia Presbiteriana Central Coreana de unidad y diversidad entre los congregantes de habla inglesa y coreana bajo un modelo de "una iglesia".
El 10 de enero de 2021, la Iglesia Presbiteriana Central Coreana inauguró su campus KCPC-DC en Arlington, Virginia.

## Ministerios
La congregación tiene varios ministerios, incluidos juventud, salud y seguridad.

## Servicio comunitario
En el pasado la KCPC ha apoyado a la comunidad al:
- Apoyar al gobierno del condado de Fairfax permitiendo el uso de sus edificios para reuniones del personal del distrito de Providence y las reuniones mensuales del Consejo de Atención a Largo Plazo.[9]
- Ofrecer un Programa de Ayuda para el Cuidado Personal en Fairfax, Virginia.[10]
- Organizar campañas de registro de votantes.[11]
- Participar en el proyecto Senior Navigator Korean, el cual traduce información al coreano para la comunidad coreana local.